# Allied Air
Allied Air — вантажна авіакомпанія Нігерії зі штаб-квартирою в Ікеджі (штат Лагос), що працює в сфері регулярних і чартерних авіаперевезень на внутрішніх маршрутах країни і по аеропортах Африки. Портом приписки авіакомпанії і її головним транзитним вузлом (хабом) є міжнародний аеропорт імені Муртали Мохаммеда в Лагосі

## Історія
Авіакомпанія Allied Air була утворена в 1998 році.
У 2007 році Allied Air пройшла процедуру перереєстрації в Управлінні цивільної авіації Нігерії (NCAA), задовольнивши тим самим вимоги державного органу про необхідність рекапіталізації та повторної реєстрації всіх нігерійських авіакомпаній до 30 квітня 2007 року.

## Маршрутна мережа
Ключовими регулярними напрямами перевізника є маршрути до Аккри, Фрітаун, Монровію, Ентеббе і Малабо. Також на регулярній основі здійснюються вантажні авіаперевезення в нідерландський міжнародний аеропорт Остенде-Брюгге.

## Флот
У червні 2012 року повітряний флот авіакомпанії Allied Air становили такі літаки:
Раніше компанія експлуатувала ще один Boeing 727-200F аж до авіаинциденту 2 червня 2012 року.
Allied Air також використовує літаки McDonnell Douglas DC-10-30F, Boeing 747-200F і Іл-76, що знаходяться в мокрий лізинг

## Авіаподії і нещасні випадки
- 2 червня 2012 року. Літак Boeing 727-200F (реєстраційний 5N-BJN), що здійснював вантажний рейс DHV-3 з міжнародного аеропорту імені Муртали Мохаммеда (Лагос) у міжнародний аеропорт Котока (Аккра, Гана), при виконанні посадки в аеропорту призначення промахнувся мимо злітно-посадкової смуги, викотився на сусідню з аеропортом вулицю і врізався в мікроавтобус. Загинуло 12 людей на землі, четверо членів екіпажу отримали травми різного ступеня тяжкості[5][6].